# Tipula sogana
Tipula sogana är en tvåvingeart som beskrevs av Alexander 1965. Tipula sogana ingår i släktet Tipula och familjen storharkrankar.
Artens utbredningsområde är Madagaskar. Inga underarter finns listade i Catalogue of Life.